# Hersilia montana
Hersilia montana är en spindelart som beskrevs av Chen 2007. Hersilia montana ingår i släktet Hersilia och familjen Hersiliidae.
Artens utbredningsområde är Taiwan. Inga underarter finns listade i Catalogue of Life.